# 弗里德里希·戈特利布·巴特林

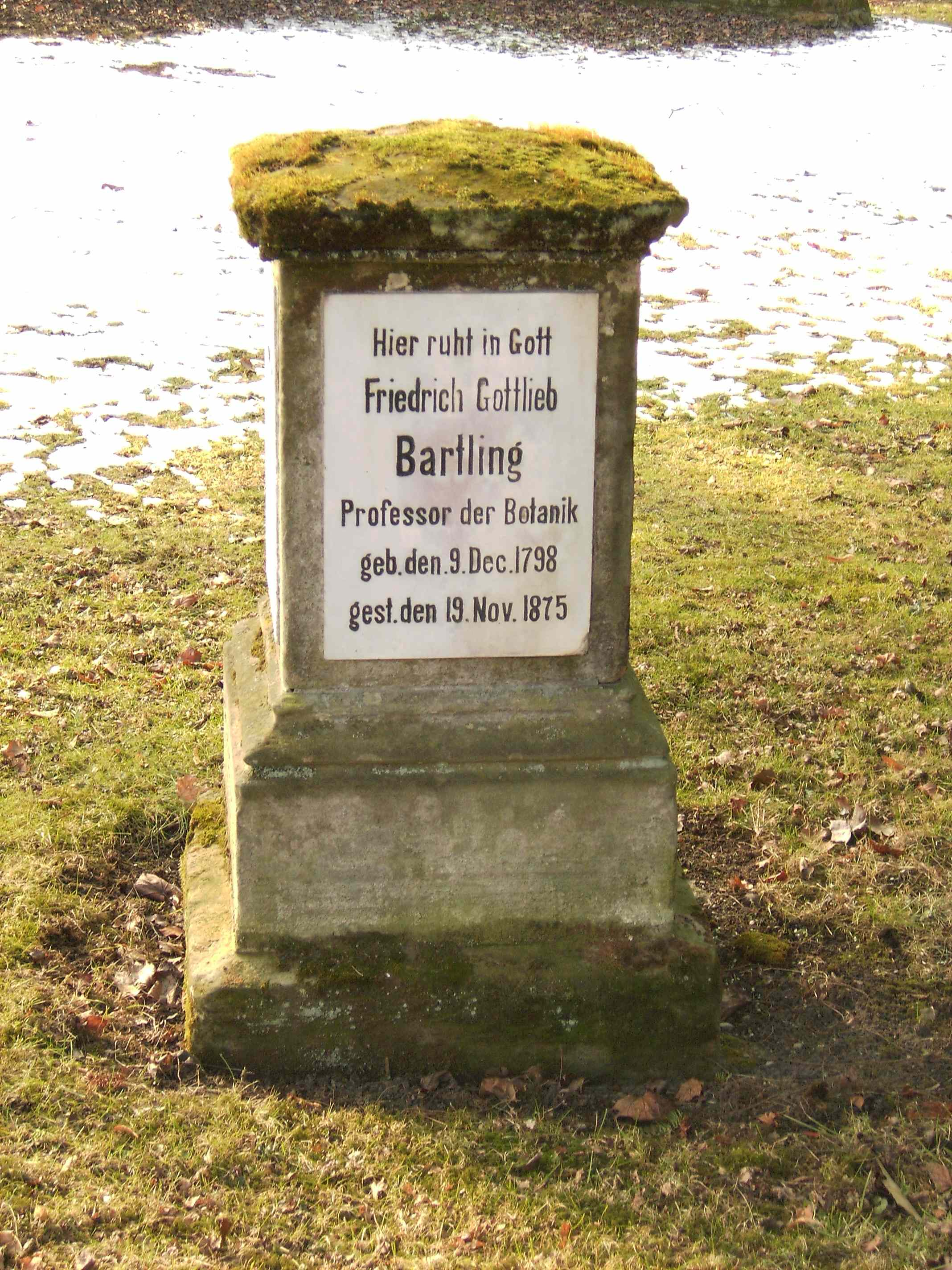
在格丁根的巴特林墓墓碑

弗里德里希·戈特利布·巴特林（德語：Friedrich Gottlieb Bartling）（1798年12月9日—1875年11月20日）是德国植物学家。
他出生于汉诺威，在格丁根大学学习自然科学，1818年，到匈牙利和克罗地亚考察植物，1822年在格丁根大学担任讲师，以后升为教授，1837年，被任命为格丁根植物园园长。豆科中的Bartlingia属是为纪念他而命名的。

## 主要著作
- De litoribus ac insulis maris Liburnici (1820)
- Ordines naturales plantarum (1830)
- Flora der österreichischen Küstenländer, (Flora of the Austrian Coastal Areas); (1825)